# Dumbara Ratā Kalāla
Dumbara Ratā Kalāla sono delle stuoie originarie dello Sri Lanka e in particolare della valle di Dumbara nella Provincia Centrale.
Usate come arazzi o copricuscini sono prodotte da una ridotta comunità di tessitori discendenti dei produttori di stuoie decorate per il palazzo reale dell'epoca del Regno di Kandy (1469-1815). Dopo la cessazione del regno e del sistema della rājakāriya, i servizi obbligatori per il regno, i tessitori, che facevano parte del gruppo sociale o casta dei Kinnaraya proseguirono nell'attività di tessitura delle stuoie.
La produzione è concentrata in due villaggi, Kalāsirigama, vicino a Menikhinna nel distretto di Kandy e Alōkagama, vicino a Yatawatta, nel distretto di Matale.
La tessitura del Dumbara Ratā Kalāla viene eseguita a livello famigliare da uomini e donne utilizzando fibre ricavate a mano dalle foglie di Agave vera-cruz (secondo altre fonti di Agave sisalana), le fibre vengono essiccate e tinte e poi tessute usando dei semplici telai fissati al pavimento e inserendo motivi colorati. In passato erano usate le fibre di Sansevieria zeylanica, pianta divenuta ormai rara.
L'artigianato tradizionale per la realizzazione dei Dumbara Ratā Kalāla è stato incluso nel 2021 nella Lista rappresentativa del patrimonio culturale immateriale dell'umanità dell'UNESCO.